# Saint-Martin-d'Uriage
Saint-Martin-d'Uriage és un municipi francès situat al departament de la Isèra i a la regió d'Alvèrnia-Roine-Alps. L'any 2007 tenia 5.234 habitants.

## Demografia

### Població
El 2007 la població de fet de Saint-Martin-d'Uriage era de 5.234 persones. Hi havia 1.973 famílies de les quals 464 eren unipersonals (232 homes vivint sols i 232 dones vivint soles), 602 parelles sense fills, 780 parelles amb fills i 127 famílies monoparentals amb fills.
La població ha evolucionat segons el següent gràfic:
Habitants censats

### Habitatges
El 2007 hi havia 2.379 habitatges, 2.008 eren l'habitatge principal de la família, 218 eren segones residències i 153 estaven desocupats. 1.775 eren cases i 567 eren apartaments. Dels 2.008 habitatges principals, 1.580 estaven ocupats pels seus propietaris, 373 estaven llogats i ocupats pels llogaters i 55 estaven cedits a títol gratuït; 68 tenien una cambra, 154 en tenien dues, 222 en tenien tres, 377 en tenien quatre i 1.187 en tenien cinc o més. 1.701 habitatges disposaven pel capbaix d'una plaça de pàrquing. A 666 habitatges hi havia un automòbil i a 1.255 n'hi havia dos o més.

### Piràmide de població
La piràmide de població per edats i sexe el 2009 era:
| Homes | Edats   | Dones |
| ----- | ------- | ----- |
| 1     | 95 o +  | 0     |
| 6     | 90 a 94 | 16    |
| 23    | 85 a 89 | 44    |
| 29    | 80 a 84 | 31    |
| 67    | 75 a 79 | 68    |
| 59    | 70 a 74 | 97    |
| 65    | 65 a 69 | 75    |
| 97    | 60 a 64 | 89    |
| 137   | 55 a 59 | 120   |
| 183   | 50 a 54 | 204   |
| 235   | 45 a 49 | 214   |
| 204   | 40 a 44 | 182   |
| 199   | 35 a 39 | 243   |
| 137   | 30 a 34 | 164   |
| 136   | 25 a 29 | 121   |
| 137   | 20 a 24 | 90    |
| 168   | 15 a 19 | 142   |
| 183   | 10 a 14 | 189   |
| 228   | 5 a 9   | 216   |
| 128   | 0 a 4   | 134   |

## Economia
El 2007 la població en edat de treballar era de 3.467 persones, 2.560 eren actives i 907 eren inactives. De les 2.560 persones actives 2.422 estaven ocupades (1.282 homes i 1.140 dones) i 137 estaven aturades (64 homes i 73 dones). De les 907 persones inactives 278 estaven jubilades, 427 estaven estudiant i 202 estaven classificades com a «altres inactius».

### Ingressos
El 2009 a Saint-Martin-d'Uriage hi havia 2.061 unitats fiscals que integraven 5.502 persones, la mediana anual d'ingressos fiscals per persona era de 27.545 €.

### Activitats econòmiques
Dels 289 establiments que hi havia el 2007, 1 era d'una empresa extractiva, 3 d'empreses alimentàries, 1 d'una empresa de fabricació de material elèctric, 9 d'empreses de fabricació d'altres productes industrials, 25 d'empreses de construcció, 36 d'empreses de comerç i reparació d'automòbils, 7 d'empreses de transport, 17 d'empreses d'hostatgeria i restauració, 11 d'empreses d'informació i comunicació, 14 d'empreses financeres, 29 d'empreses immobiliàries, 60 d'empreses de serveis, 54 d'entitats de l'administració pública i 22 d'empreses classificades com a «altres activitats de serveis».
Dels 54 establiments de servei als particulars que hi havia el 2009, 1 era una oficina de correu, 3 oficines bancàries, 2 tallers de reparació d'automòbils i de material agrícola, 1 autoescola, 2 paletes, 1 guixaire pintor, 4 fusteries, 6 lampisteries, 5 electricistes, 1 empresa de construcció, 6 perruqueries, 1 veterinari, 7 restaurants, 12 agències immobiliàries, 1 tintoreria i 1 saló de bellesa.
Dels 12 establiments comercials que hi havia el 2009, 1 era una botiga de més de 120 m², 2 botiges de menys de 120 m², 4 fleques, 1 una carnisseria, 1 una llibreria, 1 una botiga d'equipament de la llar, 1 una botiga de mobles i 1 una floristeria.
L'any 2000 a Saint-Martin-d'Uriage hi havia 23 explotacions agrícoles que ocupaven un total de 180 hectàrees.

## Equipaments sanitaris i escolars
El 2009 hi havia 1 hospital de tractaments de curta durada, 1 hospital de tractaments de mitja durada (seguiment i rehabilitació) i 2 farmàcies.
El 2009 hi havia 1 escola maternal i 3 escoles elementals.

## Poblacions més properes
El següent diagrama mostra les poblacions més properes.